# Lew Judy
Lew Judy (hebr. ‏אריה יהודה, Aryeh Yehudah‎ –  Żydowski symbol narodowy i kulturalny, symbol plemienia Żydowskiego Judy oraz biblijny przydomek o charakterze mesjańskim.

## Pięcioksiąg mojżeszowy

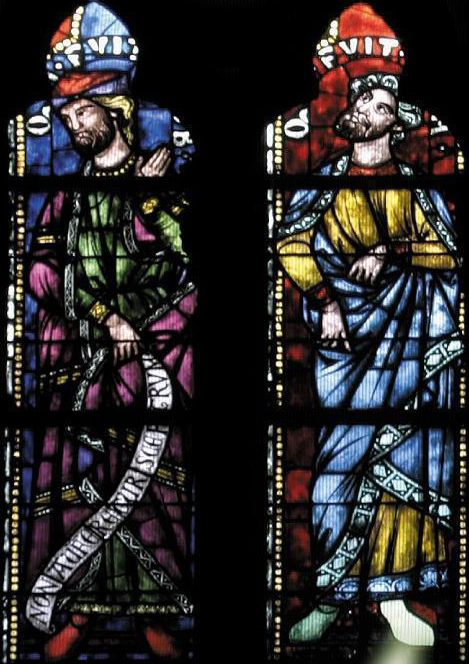
Jakub i Juda na witrażu w strasburskej katedrze

Pierwsza wzmianka w Biblii i jedyna w pięcioksiągu mojżeszowym, w której pojawia się to sformułowanie pochodzi z Księgi Rodzaju. Tuż przed swoją śmiercią, Izrael zgromadził swoich dwunastu synów i błogosławił każdego z osobna wypowiadając proroctwa dotyczące przyszłości swoich potomków. Błogosławieństwo dla Judy brzmiało:

Judo, ciebie sławić będą bracia twoi, 
 twoja bowiem ręka na karku twych wrogów! 
Synowie twego ojca będą ci oddawać pokłon! 
Judo, młody lwie, na zdobyczy róść będziesz, mój synu: 
jak lew czai się, gotuje do skoku, 
do lwicy podobny – któż się ośmieli go drażnić? 
Nie zostanie odjęte berło od Judy 
ani laska pasterska spośród kolan jego,
aż przyjdzie ten, do którego ono należy, 
i zdobędzie posłuch u narodów.

Po wyjściu z Egiptu Żydzi podzielili Kanaan pomiędzy pokolenia Izraela. Pokoleniu Judy przypadła część południowa – z głównym miastem – Jerozolimą. Z pokolenia Judy pochodzili królowie: Dawid i Salomon. Ok.  931 p.n.e., po śmierci Salomona kraj podzielił się na dwie części: Izrael – ze stolicą w Sychem, oraz Judę – ze stolicą w Jerozolimie.
Następujące później wypadki historyczne, wojny i przesiedlenia doprowadziły do tego, że w pokoleniu Judy Żydzi dopatrywali się ratunku dla jedności kraju. Zapowiedzi profetyczne, które kształtowały się wraz z czasem, stworzyły ścisłą zależność między Pomazańcem a pokoleniem Judy.

## Nowy Testament

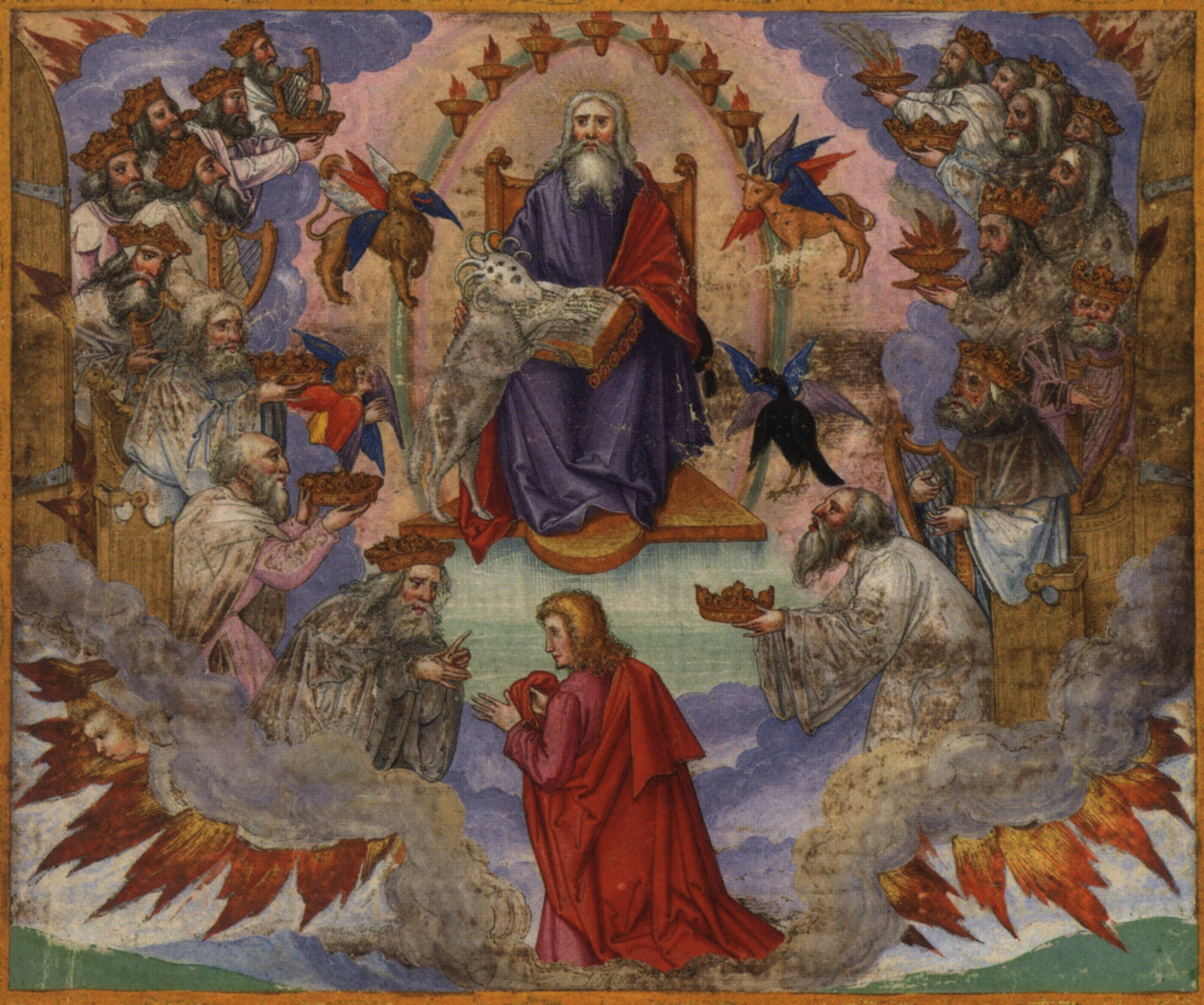
Matthias Gerung – ilustracja do V rozdziału Apokalipsy

Nowy Testament przedstawia Jezusa z Nazaretu jako zapowiedzianego Mesjasza, do którego odnoszą się wszystkie wcześniejsze proroctwa. Jezus pochodził również z pokolenia Judy będąc potomkiem królewskim i dlatego proroctwo Jakuba, które zapowiadało zwycięstwo i potęgę Judy przypisano jego osobie.
Jan Ewangelista w swojej apokaliptycznej wizji nawiązuje do tego wprost:

I mówi do mnie jeden ze Starców: 
"Przestań płakać: 
Oto zwyciężył Lew z pokolenia Judy, 
Odrośl Dawida, 
tak że otworzy księgę i siedem jej pieczęci".

## Kultura współczesna
Lew Judy jest godłem współczesnego herbu Jerozolimy.
Waleczny Lew Judy był też jednym z tytułów cesarza Etiopii Haile Selassie I. Cesarz ten pochodził z tzw. Dynastii Salomonidów, która według legendy wywodzić się miała w prostej linii od Salomona, czyli z pokolenia Judy. Wzbudzony przez Marcusa Garveya millenarystyczno-mesjański kult rastafariański, w którym otaczano czcią cesarza jako wyzwoliciela czarnoskórych, dodatkowo zachęcał władcę do korzystania z tego tytułu. Rastafarianie z tzw. domu 12 Plemion Izraela uznają Jezusa za Lwa Judy, uznając że Haile Selassie jest inkarnacją Chrystusa. Prostą symboliką stosowaną przez rastafarian, która nawiązywała również do tego tytułu jest fryzura mająca przypominać grzywę lwa (dredy). Odwołania do symboliki Lwa Judy można znaleźć także w piosenkach Boba Marleya, np. Lion of Judah oraz Iron, Lion, Zion.
Obraz przedstawiający lwa Judy został umieszczony na okładce albumu pt. Prophecy (2004) grupy Soulfly.